# State Fair of Texas

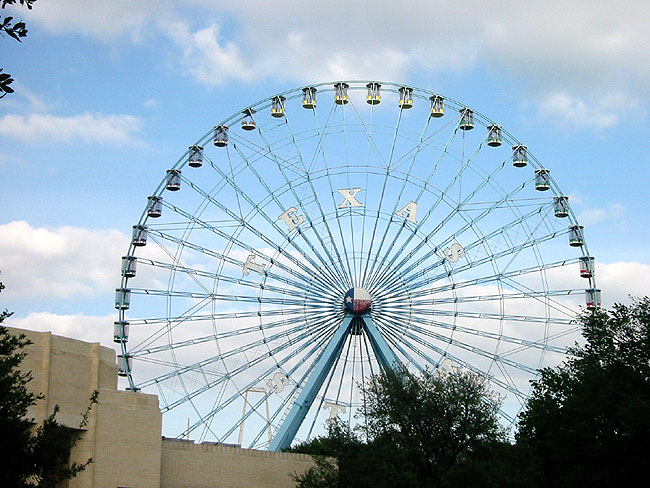
La Texas Star

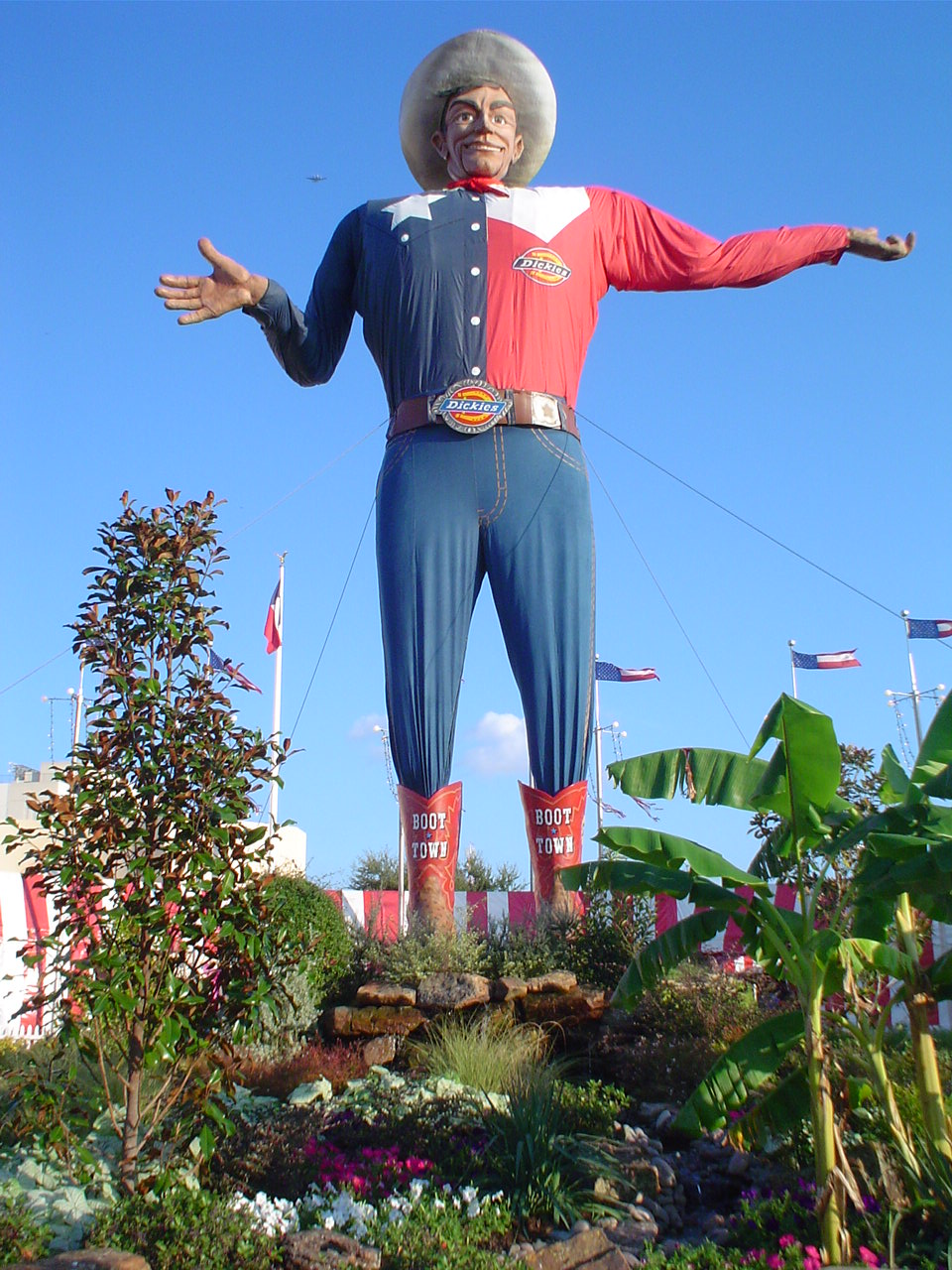
Big Tex

La State Fair of Texas (in italiano Fiera di Stato del Texas) è una fiera statale statunitense che dal 1886 si tiene ogni anno a Dallas, in Texas. Dal 1952 il simbolo della fiera è il Big Tex.
La fiera stagione di solito inizia l'ultimo venerdì di settembre termina 24 giorni dopo. Si svolge presso lo storico Fair Park.
La maggiore attrazione è la Texas Star, la ruota panoramica più grande del Nordamerica.